# Liste kantonaler Volksabstimmungen des Kantons Zug
Die Liste kantonaler Volksabstimmungen des Kantons Zug zeigt die Volksabstimmungen des Kantons Zug von 2004 bis 2024.

## Abstimmungen

### 2024
| Datum      | Titel der Vorlage | Anteil Ja-Stimmen | Resultat       |
| ---------- | --- | ----------------- | -------------- |
| 03.03.2024 | Kantonsratsbeschluss betreffend Rahmenkredit für die Planung, den Landerwerb und den Bau des Projekts «Umfahrung Unterägeri»           | 46,98 %           | Abgelehnt      |
| 03.03.2024 | Kantonsratsbeschluss betreffend Rahmenkredit für die Planung, den Landerwerb und den Bau des Projekts «Umfahrung Zug»                  | 43,13 %           | Abgelehnt      |
| 09.06.2024 | Verfassungsinitiative für ein sicheres, direktes und durchgehendes Veloverkehrsnetz im Kanton Zug bis 2030 (Zuger Velonetz-Initiative) | 40,46 %           | Abgelehnt      |
| 22.09.2024 | Verfassungsinitiative für die Offenlegung der Politikfinanzierung (Transparenz-Initiative)                                             | 45,57 %           | Abgelehnt      |
| 22.09.2024 | Gegenvorschlag für die Offenlegung der Politikfinanzierung (Transparenz-Initiative)                                                    | 52,01 %           | Angenommen     |
| 22.09.2024 | Stichfrage Verfassungsinitiative oder Gegenvorschlag für die Offenlegung der Politikfinanzierung (Transparenz-Initiative)              | 45,51 %           | Gegenvorschlag |

### 2023
| Datum      | Titel der Vorlage                                                          | Anteil Ja-Stimmen | Resultat   |
| ---------- | -------------------------------------------------------------------------- | ----------------- | ---------- |
| 26.11.2023 | «Änderung des Steuergesetzes – achtes Revisionspaket» (Behördenreferendum) | 72,29 %           | Angenommen |

### 2022
keine kantonalen Vorlagen

### 2021
| Datum      | Titel der Vorlage                                  | Anteil Ja-Stimmen | Resultat  |
| ---------- | -------------------------------------------------- | ----------------- | --------- |
| 07.03.2021 | Gesetzesinitiative für längere Ladenöffnungszeiten | 34,76 %           | Abgelehnt |
| 07.03.2021 | Änderung des Steuergesetzes vom 27. August 2020    | 66,43 %           | A         |

### 2020
keine kantonalen Vorlagen

### 2019
| Datum      | Titel der Vorlage                                                                                     | Anteil Ja-Stimmen | Resultat   |
| ---------- | --- | ----------------- | ---------- |
| 19.05.2019 | Teilrevision des Planungs- und Baugesetzes (PBG) – Umsetzung von Bundesrecht                          | 67,15 %           | Angenommen |
| 24.11.2019 | Gesetz über Denkmalpflege, Archäologie und Kulturgüterschutz [Denkmalschutzgesetz, DMSG] – Referendum | 65,53 %           | Angenommen |

### 2018
| Datum      | Titel der Vorlage                                                        | Anteil Ja-Stimmen | Resultat   |
| ---------- | ------------------------------------------------------------------------ | ----------------- | ---------- |
| 10.06.2018 | Änderung der Kantonsverfassung – Anpassung an das Erwachsenenschutzrecht | 93,26 %           | Angenommen |

### 2017
| Datum      | Titel der Vorlage                                                            | Anteil Ja-Stimmen | Resultat   |
| ---------- | ---------------------------------------------------------------------------- | ----------------- | ---------- |
| 21.05.2017 | Totalrevision des Gesetzes über die Gebäudeversicherung (Behördenreferendum) | 79,81 %           | Angenommen |
| 21.05.2017 | Gesetzesinitiative für bezahlbaren Wohnraum                                  | 34,10 %           | Abgelehnt  |

### 2016
| Datum      | Titel der Vorlage                                                                 | Anteil Ja-Stimmen | Resultat   |
| ---------- | --------------------------------------------------------------------------------- | ----------------- | ---------- |
| 25.09.2016 | Gesetzesinitiative «Ja zur Mundart»                                               | 39,61 %           | Abgelehnt  |
| 25.09.2016 | Gegenvorschlag zur Gesetzesinitiative «Ja zur Mundart»                            | 62,48 %           | Angenommen |
| 27.11.2016 | «Entlastungsprogramm 2015–2018 (Paket 2), Rahmenbeschluss für Gesetzesänderungen» | 46,74 %           | Abgelehnt  |

### 2015
| Datum      | Titel der Vorlage                                  | Anteil Ja-Stimmen | Resultat  |
| ---------- | -------------------------------------------------- | ----------------- | --------- |
| 14.06.2015 | «Stadttunnel mit ZentrumPlus» (Behördenreferendum) | 37,21 %           | Abgelehnt |

### 2014
keine kantonalen Vorlagen

### 2013
| Datum      | Titel der Vorlage                                                                    | Anteil Ja-Stimmen | Resultat   |
| ---------- | ------------------------------------------------------------------------------------ | ----------------- | ---------- |
| 22.09.2013 | Verfassungsänderung betreffend «neue Sitzzuteilung für den Kantonsrat»               | 80,56 %           | Angenommen |
| 22.09.2013 | Verfassungsänderung «Unvereinbarkeit bei Verwandten und Verschwägerten»              | 84,01 %           | Angenommen |
| 22.09.2013 | Verfassungsänderung «Unvereinbarkeit für Regierungsratsmitglieder»                   | 84,52 %           | Angenommen |
| 22.09.2013 | Gesetz über die Integration der Migrationsbevölkerung (Integrationsgesetz)           | 45,62 %           | Abgelehnt  |
| 22.09.2013 | Änderung des Konkordats über Massnahmen gegen Gewalt anlässlich Sportveranstaltungen | 80,98 %           | Angenommen |
| 09.06.2013 | Verfassungsinitiative «Ja zu Personenwahlen» (Majorzinitiative)                      | 62,81 %           | Angenommen |

### 2012
| Datum      | Titel der Vorlage                                                                     | Anteil Ja-Stimmen | Resultat   |
| ---------- | ------------------------------------------------------------------------------------- | ----------------- | ---------- |
| 11.03.2012 | Verfassungsinitiative für das Notenobligatorium und gegen Schulexperimente ohne Noten | 37,88 %           | Abgelehnt  |
| 11.03.2012 | Gesetzesinitiative Wiedereinführung von Noten ab der 2. Klasse                        | 51,75 %           | Angenommen |

### 2011
| Datum      | Titel der Vorlage    | Anteil Ja-Stimmen | Resultat   |
| ---------- | -------------------- | ----------------- | ---------- |
| 27.11.2011 | Steuergesetzrevision | 62,38 %           | Angenommen |
| 27.11.2011 | Gebührengesetz       | 47,25 %           | Abgelehnt  |

### 2010
| Datum      | Titel der Vorlage | Anteil Ja-Stimmen | Resultat   |
| ---------- | --- | ----------------- | ---------- |
| 28.11.2010 | Änderung der Verfassung des Kantons Zug (Leistungsauftrag und Globalbudget für die kantonale Verwaltung)                              | 85,60 %           | Angenommen |
| 28.11.2010 | Gesetzesinitiative «Unser Kantonsspital ist Service public»                                                                           | 25,67 %           | Abgelehnt  |
| 28.11.2010 | Verfassungsänderung zur Anpassung der Kantonsverfassung an das neue eidgenössische Prozessrecht: Grundrechte                          | 93,45 %           | Angenommen |
| 28.11.2010 | Verfassungsänderung zur Anpassung der Kantonsverfassung an das neue eidgenössische Prozessrecht: Immunität                            | 92,02 %           | Angenommen |
| 28.11.2010 | Verfassungsänderung zur Anpassung der Kantonsverfassung an das neue eidgenössische Prozessrecht: Gewaltentrennung                     | 93,07 %           | Angenommen |
| 28.11.2010 | Verfassungsänderung zur Anpassung der Kantonsverfassung an das neue eidgenössische Prozessrecht: Richterliche Gewalt und Rechtspflege | 92,66 %           | Angenommen |
| 07.03.2010 | Aufhebung der Listenverbindungen | 60,15 %           | Angenommen |
| 07.03.2010 | Fristenverlängerung | 76,84 %           | Angenommen |

### 2009
| Datum      | Titel der Vorlage                                                                             | Anteil Ja-Stimmen | Resultat   |
| ---------- | --------------------------------------------------------------------------------------------- | ----------------- | ---------- |
| 29.11.2009 | KRB betreffend Objektkredit für Planung, Landerwerb und Bau des Projektes «Tangente Zug/Baar» | 58,97 %           | Angenommen |
| 27.09.2009 | Änderung KV Bürgerrecht                                                                       | 64,14 %           | Angenommen |
| 27.09.2009 | HarmoS-Konkordat                                                                              | 49,89 %           | Abgelehnt  |

### 2008
| Datum      | Titel der Vorlage | Anteil Ja-Stimmen | Resultat   |
| ---------- | --- | ----------------- | ---------- |
| 30.11.2008 | Kantontsratsbeschluss betr. Beitritt zur Vereinbarung über die Interkantonale Zusammenarbeit im Bereich überregionaler Kultureinrichtungen | 58,34 %           | Angenommen |
| 30.11.2008 | Änderung des Steuergesetzes | 66,49 %           | Angenommen |

### 2007
| Datum      | Titel der Vorlage                                                                              | Anteil Ja-Stimmen | Resultat   |
| ---------- | ---------------------------------------------------------------------------------------------- | ----------------- | ---------- |
| 17.06.2007 | Änderung der statistischen Grundlagen der Zuteilung der Kantonsratsmandate                     | 86,23 %           | Angenommen |
| 17.06.2007 | Anpassung an das eidgenössische Partnerschaftsgesetz                                           | 84,76 %           | Angenommen |
| 17.06.2007 | Streichung der 10-tägigen Karenzfrist bei Wahlen und Abstimmungen                              | 83,67 %           | Angenommen |
| 17.06.2007 | Redaktionelle Nachtragung des Strafgerichts                                                    | 87,59 %           | Angenommen |
| 17.06.2007 | Abschaffung der Volkswahl der Gemeindeschreiberinnen und Gemeindeschreiber                     | 70,57 %           | Angenommen |
| 17.06.2007 | Übergangsregelung für eine zeitliche Zusammenlegung der Ständerats- mit den Nationalratswahlen | 88,01 %           | Angenommen |
| 17.06.2007 | Referendum «Gesetz über die Zuger Pensionskasse»                                               | 50,04 %           | Angenommen |
| 11.03.2007 | Umfahrung Cham-Hünenberg                                                                       | 50,34 %           | Angenommen |